# Volea-Jovtanețka, Kameanka-Buzka
Volea-Jovtanețka (în ucraineană Воля-Жовтанецька) este un sat în comuna Jeldeț din raionul Kameanka-Buzka, regiunea Liov, Ucraina.

## Demografie
Componența lingvistică a localității Volea-Jovtanețka
     Ucraineană (99,39%)
Conform recensământului din 2001, majoritatea populației localității Volea-Jovtanețka era vorbitoare de ucraineană (99,39%), existând în minoritate și vorbitori de alte limbi.